# Vollenhovia beyrichi
Vollenhovia beyrichi är en myrart som först beskrevs av Mayr 1868.  Vollenhovia beyrichi ingår i släktet Vollenhovia och familjen myror. Inga underarter finns listade i Catalogue of Life.